# Свердліковська Ольга Сергіївна
Ольга Сергіївна Свердліковська (10 вересня 1982, м. Дніпропетровськ, Дніпропетровська обл., Українська РСР, СРСР) – доктор хімічних наук, професор Українського державного університету науки і технологій, магістр інженер-технолог-дослідник за спеціальністю «Фото- та поліграфічні матеріали», вчений-хімік в галузі хімії та хімічної технології. Лауреат іменної стипендії Верховної Ради України для молодих учених – докторів наук 2020 року. Лауреат Премії Верховної Ради України молодим ученим за 2020 рік.

## Трудова діяльність
Народилась Ольга Свердліковська 10 вересня 1982 р. у м. Дніпропетровськ (нині – м. Дніпро).
1989 – 1999 учениця середньої загальноосвітньої школи 83 м. Дніпропетровськ.
1999 – 2004 студентка Українського державного хіміко-технологічного університету (нині ННІ «Український державний хіміко-технологічний університет» Українського державного університету науки і технологій).
01.07.2004 – 30.09.2004 менеджер ПП «Правовий центр», м. Дніпропетровськ.
01.11.2004 – 31.10.2007 аспірант кафедри «Переробки пластмас і фото-, нано- та поліграфічних матеріалів» УДХТУ.
01.11.2007 – 31.05.2008 в.о. асистента кафедри «Переробки пластмас і фото-, нано- та поліграфічних матеріалів» УДХТУ.
2007 р. захистила кандидатську дисертацію на тему «Полімерні четвертинні амонієві солі на основі алкілароматичних та аліфатичних дигалогенидів і морфоліну» і здобула науковий ступінь кандидата хімічних наук.
2018 р. захистила докторську дисертацію на тему «Полімерні четвертинні амонієві солі та їх аналоги – іонні рідини нового типу» і здобула науковий ступінь доктора хімічних наук за спеціальністю 02.00.06 – Хімія високомолекулярних сполук.
2010 – до т.ч. працює доцентом, потім професором на кафедрах спочатку «Переробки пластмас і фото-, нано- та поліграфічних матеріалів» далі «Технологій палив, полімерних та поліграфічних матеріалів» УДХТУ.
2022 – 2024 декан факультету Економіко-гуманітарних наук та права УДХТУ.
01.09.2024 до т.ч. в.о. директора Навчально-наукового інституту «Український державний хіміко-технологічний університет» Українського державного університету науки і технологій.

## Коло наукових інтересів
Синтез і вивчення властивостей полімерних четвертинних амонієвих солей для застосування у технології виготовлення та обробки фотоматеріалів, як прискорювачів процесу седиментації бентонітової глини з водної суспензії, модифікаторів плівкових полімерних матеріалів та компонентів інгібітору корозії сталі тощо; розробка наукових основ створення полімерних іонних рідин та іонних рідин іоненового типу з високим рівнем іонної провідності в широкому діапазоні температур для вирішення нагальних проблем хімічної та харчової технологій; створення нових лакофарбових матеріалів і покриттів, типографських і поліграфічних матеріалів з покращеними характеристиками.

## Викладацька діяльність
На факультеті Харчових та хімічних технологій ННІ УДХТУ УДУНТ викладає дисципліни «Вступ до спеціальності», «Реклама та дизайн», «Комп’ютерна графіка у поліграфії», «Реклама та дизайн у поліграфії», «Настільні видавничі системи», «Фотографічні матеріали та їх властивості», «Теорія кольору та кольоровідтворення», «Поліграфічні матеріали та їх властивості», «Технологія та устаткування обробки фотоматеріалів», «Теоретичні та експериментальні методи дослідження полімерних та композиційних матеріалів», «Полімери спеціального призначення», «Хімія та фізика полімерів» для студентів денної та заочної форми навчання спеціальностей 022 «Дизайн», 161 «Хімічні технології та інженерія» та 186 «Видавництво та поліграфія».

## Наукова діяльність
З квітня 2018 р. – завідувач науково-дослідної лабораторії «Лакофарбових і поліграфічних матеріалів» УДХТУ.
Протягом 1 року проходила стажування (сертифікат від 26.11.2019) в Міжнародній польсько-української дослідницької лабораторії ADPOLCOM (м. Забже, Польща), яка була заснована в 2018 році.
З 2022 р. член спеціалізованої вченої ради Д 08.078.02 з правом прийняття до розгляду та проведення захисту дисертацій на здобуття наукового ступеня доктора (кандидата) технічних наук за спеціальностями: 05.17.01 «Технологія неорганічних речовин»; 05.17.06 «Технологія полімерних і композиційних матеріалів»; 05.17.08 «Процеси та обладнання хімічної технології»; 05.17.11 «Технологія тугоплавких неметалічних матеріалів»; членом спеціалізованої вченої ради Д 08.078.03 з правом прийняття до розгляду та проведення захисту дисертацій на здобуття наукового ступеня доктора (кандидата) хімічних наук за спеціальностями: 02.00.03. «Органічна хімія»; 02.00.06. «Хімія високомолекулярних сполук».
Рецензент наукових статей журналів «Питанні хімії та хімічної технології», «Eastern-European Journal of Enterprise Technologies», які включені до наукометричної бази Scopus, опонент кандидатських і докторських дисертацій, рецензент авторефератів дисертацій.
Науковий консультант підприємств з питань використання сучасних матеріалів в інноваційних виробничих технологіях поліграфічної продукції, вирішення проблематик у галузі хімії та хімічної технології.
Брала участь у виконанні наукових і освітніх проектів: держбюджетних робіт, які виконувалися за програмами Міністерства освіти та науки України; за планами міжнародної співпраці у рамках Українсько-американського проекту CRDF (Advance Research Chemicals, Inc.,Сomp., USA), Євразійсько-Норвезького освітнього проекту.
З 2023 року – член Наукової ради з проблеми «Хімія і модифікація полімерів» при відділенні хімії НАН України.
Автор понад 400 науково- методичних праць, монографій, статей тощо. Має понад 20 патентів на винахід України.

## Громадська діяльність
2016 – 2024 рр. член науково-методичної комісії з будівництва та технологій (видавництво та поліграфія) сектору вищої освіти Науково-методичної ради Міністерства освіти і науки України.
Гарант освітньо-професійної програми «Видавництво та поліграфія» для підготовки другого рівня вищої освіти (магістра) зі спеціальності 186 «Видавництво та поліграфія» галузі знань 18 «Виробництво та технології»; розробником освітньо-професійної програми «Дизайн» для підготовки першого рівня вищої освіти (бакалавр) зі спеціальності 022 «Дизайн» галузі знань 22 «Культура і мистецтво»; розробником освітньо-професійної програми «Хімія» для підготовки третього рівня вищої освіти (доктор філософії) зі спеціальності 102 «Хімія» галузі знань 10 «Природничі науки».
З 11 січня 2023 року координатор Центру інноваційних витрат поліграфічної галузі Дніпропетровщини, який створено у рамках Меморандуму про співробітництво та подальше соціальне партнерство між Громадською організацією «Кластер поліграфічної індустрії, видавництв та цифрових технологій «Поліграфія: логістика, сервіс, якість» та Державним вищим навчальним закладом «Український державний хіміко-технологічний університет» на базі науково-дослідної лабораторії «Лакофарбових і поліграфічних матеріалів» Державного вищого навчального закладу «Український державний хіміко-технологічний університет» (нині ННІ УДХТУ УДУНТ).
З грудня 2018 року член Української асоціації хімічної та харчової інженерії CFE-UA структурної складової частини Європейської федерації хімічної інженерії EFCE, з 2019 р. – член Громадської спілки «Асоціація українських виробників лакофарбової продукції», з 2020 р. – член громадської організації «Кластер поліграфічної індустрії, видавництв та цифрових технологій «ПОЛІГРАФІЯ: ЛОГІСТИКА, СЕРВІС, ЯКІСТЬ», з 2023 р. – член Громадської спілки «Асоціація рестораторів та готел’єрів м. Дніпро» та Громадської спілки «GASTRO CLUB», з 2024 р. – член Спілки рекламістів України, з 2024 р. – член Громадської спілки "Об'єднання маркетологів України".
З 2024 р. член робочої групи з підготовки пропозицій до висновків найкращих доступних технологій та методів управління для поверхневої обробки за допомогою органічних розчинників, у тому числі хімічного захисту деревини та деревних продуктів.

## Нагороди
Стипендіат Кабінету Міністрів України для молодих вчених у 2012-2014 рр. (Постанова Президії Комітету з Державних премій України в галузі науки і техніки № 4 від 27.09.2012 р.).
Лауреат іменної стипендії Верховної Ради України для молодих учених – докторів наук 2020 р. з науковою роботою на тему «Полімерні іонні рідини та іонні рідини іоненового типу» (Постанова Верховної Ради України від 13.07.2021 р. №765-ІХ).
Лауреат Премії Верховної Ради України молодим ученим за 2020 р. з науковою роботою на тему «Інноваційні іонні рідини на основі полімерних четвертинних амонієвих солей» (Постанова Верховної Ради України від 01.12.2021 р. №1918-ІХ).
2023 р. грамота Міністерства освіти і науки України за ініціативу та наполегливість, високий професіоналізм, сумлінне виконання службових обов'язків та вагомий внесок у розвиток сфери освіти і науки України (Наказ Міністерства освіти і науки України від 13.09.2023 р. №434-к).

## Хобі
Графічний і ландшафтний дизайн.

## Вибрані публікації
1. Свердліковська О. С. Полімерні четвертинні амонієві солі на основі алкілароматичних та аліфатичних дигалогенидів і морфоліну : дис…канд. хіміч. наук : 02.00.06. Дніпропетровськ, 2007. 177 с.
2. Свердліковська О. С. Полімерні четвертинні амонієві солі та їх аналоги – іонні рідини нового типу : дис. … д–ра хіміч. наук : 02.00.06.  02 – хіміч. науки. Дніпро, 2018. 426 с.
3. Електроактивні полімерні матеріали / Є. П. Мамуня, М. В. Юрженко… О. С. Свердліковська. К. : Альфа Реклама, 2013. 402 с.
4. Свердліковська О. С. Полімерні четвертинні амонієві солі та їх аналоги – перспективні іонні рідини : монографія. Дніпро : УДХТУ, 2014. 264 с.
5. Свердліковська О. С. Бурмістр М. В. Основи видавничого процесу підготовки поліграфічної продукції : посібник. Дніпро : УДХТУ, 2016. 528 с.
6. Свердліковська О. С., Черваков Д. О. Реклама та дизайн у поліграфії : навч. посіб. Дніпро : УДХТУ, 2020. 245 с.
7. Полімерні іонні рідини та іонні рідини іоненового типу : монографія / О. С. Свердліковська, О. В. Черваков, О. О. Феденко та ін. Дніпро : УДХТУ, 2020. 199 с.
8. Solid-phase polycondensation of polyethylene terephthalate with technologies of its reactive extrusion / M. Rimar, D. Chervakov, M. Fedak … O. Sverdlikovska et al. MM Science Journal. 2023. № 10 P. 6681–6685
9. Development of coalescents for paints and varnishes based on ionic liquids–the products of diethanolamine and inorganic acids interaction / Y. Levchenko, O. Sverdlikovska, D. Chervakov, O. Chervakov. Eastern-European Journal of Enterprise Technologies. 2021. Vоl. 2, № 6-110.P. 21–29.
10. Черваков О. В., Герасименко К. О., Свердликовская О. С. Пленочные полиэлектролитные комплексы на основе сшитых сульфокислотных полимеров и четвертичных аммониевых производных морфолина. Полимерный журнал. 2010. № 3. С. 251–257.
11. Modified phenolic resins and their compatibility with the components of epoxy-phenolic protective coatings / K. E. Varlan, D. O. Chervakov, O. S. Sverdlikovska et al. Питання хімії та хімічної технології. 2020. № 1. P. 10–17.
12. Сучасне уявлення про перебіг процесів деструкції поліетилентерефталату / Д. О. Черваков, К. М. Сухий, О. В. Черваков, О. С. Свердліковська. Journal of Chemistry and Technologies. 2023. Т. 31(3). С. 522–529.
13. Modified phenolic resins and their compatibility with the components of epoxy-phenolic protective coatings / K. E. Varlan, D. O. Chervakov, O. S. Sverdlikovska et al. Питання хімії та хімічної технології. 2020. № 1. P. 10–17.
14. Polymeric ionic liquids and ionic liquids of ionen type / O. S. Sverdlikovska, O. V. Chervakov, D. O. Chervakov et al. Питання хімії та хімічної технології. 2022. № 6. P. 68–79.
15. Processes of structure and phase formation of aerated concrete of non-autoclave hardening containing ferrosilicon as a gasifier / A. O. Musina, O. O. Sihunov, O. P. Ryzhova, O. S. Sverdlikovska et al. Питання хімії та хімічної технології. 2021. № 6. P. 45–50.
16. Study of the anticorrosion effect of polymer phosphates on steel at elevated temperatures / A. Cheremysinova, I. Sknar … O. Sverdlikovska et al. Eastern-European Journal of Enterprise Technologies. 2017. Vоl. 6, № 12–90. P. 52–57.
17. Synthesis of polymer ionic liquids of the ionene type / O. S. Sverdlikovska, B. V. Burkevich, O. V. Chervakov et al. Питання хімії та хімічної технології. 2024. № 2. P. 104–114.
18. Sverdlikovska O. S., Potapchuk M. O. Synthesis of polymer ionic liquids and ionene-type ionic liquids. Питання хімії та хімічної технології. 2024. № 6. P. 101–109.
19. Amide and amidoester fatty acid derivatives as multifunctional components of protective alkyd urethane coatings / K. Ye. Varlan, V. Yu. Kuzminskyi, O. V. Chervakov, O. S. Sverdlikovska. Питання хімії та хімічної технології. 2024. № 4. P. 10–16.
20. Branding as a development strategy tool / O. S. Sverdlikovska, A. O. Hura, D. V. Hura, S. I. Chimshit. Економічний вісник. 2024. № 1. P. 102–109.
21. Вплив параметрів процесу твердофазної поліконденсації поліетилентерефталату на його молекулярну масу та ступінь кристалічності / Д. О. Черваков, К. М. Сухий … О. С. Свердліковська Journal of Chemistry and Technologies. 2024. Т. 32(3). С. 718–730.